# Ілля Аврамов

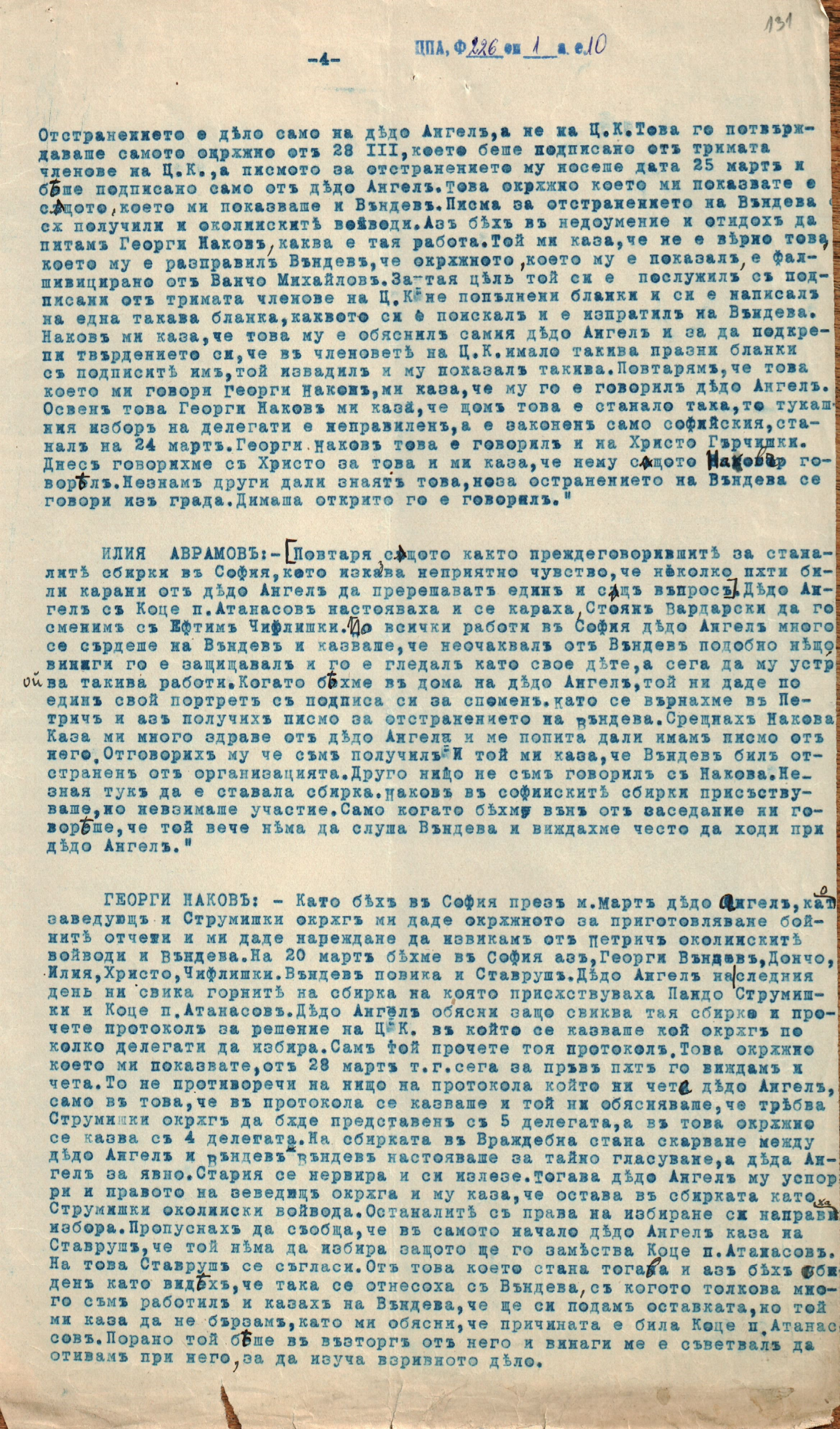
Свідчення Аврамова перед слідчою комісією МЗС ВМРО

Ілля Аврамов — македонський революціонер, учасник македонського революційного руху, керівник роти у своїй місцевості та активіст Внутрішньої македонської революційної організації.

## Біографія
Аврамов народився в м. Горно або Долно-Порой, Серсько. Приєднався до ВМРО, діяв у Демір-Хісар-Серсько. Після 1922 року був обраний керівником організації в рідному Порожі. У липні 1924 р. був делегатом Струмицького окружного з’їзду. Його четник – Георгій Петров Ербапо зі Светої Петки, який за його наказом убив Тодора Петрова Іванова з Матниці.